# Pokémon: Arceus, chinh phục khoảng không thời gian
Pokémon: Arceus chinh phục khoảng không thời gian, được biết với tên ở Nhật Bản là Gekijōban Pocket Monsters Diamond & Pearl: Arceus: Chōkoku no Jikū e (劇場版ポケットモンスター ダイヤモンド&パール アルセウス 超克の時空へ Gekijōban Poketto Monsutā Daiyamondo ando Pāru: Aruseusu Chōkoku no Jikū e), là một bộ phim anime Nhật Bản 2009 của đạo diễn Yuyama Kunihiko. Đây là phim thứ 12 trong loạt phim Pokémon và thứ ba trong phần Diamond & Pearl. Bài hát chủ đề trong phim là "Kokoro no Antenna" của Shoko Nakagawa. Các sự kiện của bộ phim diễn ra trong mùa thứ 3 của anime Pokémon: Pokémon: Diamond & Pearl. Khi phát sóng ở Hoa Kỳ, phim có tên tiếng Anh chính thức là Pokémon: Arceus and the Jewel of Life (Dịch tiếng Việt: Pokémon: Arceus và Viên Ngọc của Sự Sống).

## Sản xuất
Đạo diễn của bộ phim, Kunihiko Yuyama, tuyên bố rằng trong bộ phim Arceus được miêu tả là tự nhiên, Viên ngọc của sự sống là Mặt trời, với mục đích cuối cùng là khiến mọi người phải suy nghĩ về thế giới tự nhiên cần thiết cho sự sống còn của mọi sự sống. Tại Nhật Bản, bộ phim được phân phối bởi Toho, nổi tiếng với việc tạo ra Godzilla. Bối cảnh hư cấu của bộ phim dựa trên Acropolis, Mycenae, Delphi và Metéora ở Hy Lạp, mà đạo diễn và nhà sản xuất đã ghé thăm vào tháng 8 năm 2008.

## Nội dung
Satoshi, Hikari, Takeshi và các Pokémon của họ đến Thị trấn Michina. Khi cả nhóm đang thư giãn ở một con sông gần đó, một số trái dưa hấu đột nhiên trôi về phía họ. Họ lấy những trái dưa hấu và trong khi đang thưởng thức cùng với các Pokémon của họ, xuất hiện một cậu bé tên Kanta và em gái Kako xuất hiện, biện minh rằng những dưa hấu là của họ và nó được giữ lạnh bằng dòng chảy của dòng sông. Kanta và Kako sau đó đòi họ trả lại dưa hấu bằng cách thách đấu Satoshi trong một trận đấu đôi. Do đó, Satoshi và Hikari đã lên kế hoạch cho một đôi Pokémon chiến đấu với họ bằng cách sử dụng Pikachu của Satoshi và Pochama của Hikari đấu với Heracros của Kanta và Agehunt của Kako. Satoshi và Hikari đã giành chiến thắng nhờ tinh thần đồng đội tốt, sau đó mời Kanta và Kako ăn dưa hấu cùng. Sau đó, Kanta và Kako đề nghị Satoshi và mọi người đến thăm di tích đền thờ địa phương. Trong khi đang thăm một hồ nước, một cơn bão bất ngờ ập đến, hai người bí ẩn tên là Sheena và Kevin xuất hiện triệu tập Dialga, kết thúc cơn bão. Rồi Giratina đến, Sheena sử dụng khả năng giao tiếp với trái tim của Pokémon để dập tắt xung đột với nhau bằng cách giúp Satoshi trấn an Giratina, Pokémon mà cậu đã gặp từ cuộc gặp gỡ trước đó, đưa Giratina trở lại chiều không gian của nó. Palkia sau đó đến để cứu Dialga khỏi một cơn bão khác và Sheena, một lần nữa, sử dụng khả năng của mình đồng bộ với hai Pokémon để cảm ơn họ. Đưa bọn trẻ đến đền thờ, Sheena và Kevin giải thích rằng họ đang điều tra sự gián đoạn về thời gian và không gian, và lo lắng rằng Arceus, Pokémon tạo ra các chiều không gian, sẽ thức tỉnh, và nó có thể là nguyên nhân gây ra những cuộc gặp gỡ giữa Dialga, Palkia và Giratina.
Sheena giải thích rằng nhiều thế kỷ trước, Arceus đã cứu Trái đất khỏi một cơn bão thiên thạch và suýt chết vì mất mười sáu Tấm sinh mệnh, nhưng một người đàn ông tên Damos đã cứu nó. Để tỏ lòng biết ơn, Arceus đã hợp nhất năm chiếc đĩa của mình vào Viên ngọc của sự sống, biến thị trấn Michina thành một thiên đường. Arceus yêu cầu Damos trả lại Viên ngọc cho nó, nhưng Damos đã không chấp nhận yêu cầu của Arceus và tấn công nó. Arceus bị buộc phải đi vào một giấc ngủ dài, nhưng nó thề sẽ thức tỉnh và phán xét loài người. Sheena tiết lộ rằng Damos là tổ tiên của cô, và cô sở hữu Viên ngọc của sự sống, dự định sẽ trả lại cho Arceus để vượt qua sự phán xét. Arceus đến, Sheena đưa cho nó viên ngọc, nhưng sau đó phát hiện ra đó là đồ giả. Arceus sau đó định hủy diệt loài người, nhưng Dialga, Palkia và Giratina đến để ngăn chặn nó. Theo yêu cầu của Sheena, Dialga đưa Satoshi, Hikari, Takeshi và Sheena trở lại đúng thời điểm (nhật thực) khi Damos phản bội Arceus, nhưng Dialga lại đưa họ trở lại, khiến các anh hùng của Damos bị Gishin và Heatran của anh ta bắt giữ.
Hai đứa trẻ, Pikachu và Pochama bị cầm tù, nhưng sau đó được thả ra bởi một Pichu có đôi tai. Bọn trẻ gặp Damos, người bị Gishin giam cầm. Tiết lộ Gishin là thủ phạm thực sự đằng sau sự phản bội, sử dụng thuật thôi miên của Dohtakun để thao túng Damos biến anh trở thành con tốt của hắn. Tin rằng nếu Viên ngọc của sự sống được đưa lại cho Arceus, Michina một lần nữa sẽ lại trở thành một vùng đất hoang. Không biết về vai trò thực sự của Gishin, Sheena nói với anh mọi thứ về tương lai. Pikachu, Pochama và Pichu giải phóng bọn trẻ và Damos. Khi Arceus đến để lấy Viên ngọc của sự sống, ẩn giấu trong vương trượng của Gishin. Sheena phát hiện mình bị lừa cuối cùng lại là người phản bội anh ta. Arceus bị buộc vào một cái hố và bị thương bởi nước bạc và các cuộc tấn công điện. Ý định của Gishin là tự mình giết Arceus để cứu tương lai. Sheena và Damos sử dụng khả năng của mình để giải thoát Pokémon dưới sự kiểm soát của Gishin, bao gồm Heatran và Dohtakun. Satoshi và Hikari (với sự giúp đỡ của Chicorita, Hinoarashi và Waninoko) đối đầu với Gishin, và Satoshi đã có được Viên ngọc của sự sống.
Tuy nhiên, Arceus ban đầu không thể hấp thụ Viên ngọc của Sự sống, do cơn thịnh nộ của chính nó và dần dần xóa sổ sự tồn tại của Satoshi, Hikari, Takeshi, các Pokémon của họ và Sheena, do nghịch lý thời gian được tạo ra bởi cái chết của Arceus. Gishin, thể hiện khả năng làm chủ của mình, đồng bộ với Arceus bất chấp cơn thịnh nộ của nó và làm dịu Arceus xuống đủ để nó cảm nhận được Viên ngọc của sự sống.
Arceus sau đó hấp thụ Viên ngọc của Sự sống, khôi phục lại sinh lực của chính mình và đảo ngược nghịch lý thời gian suýt giết chết Satoshi, Hikari, Takeshi và Sheena, giết chết những con Pokémon du hành ngược thời gian với chúng, rồi khôi phục cơ thể chúng và hồi sinh Pokémon. Arceus giải cứu những vị cứu tinh của mình khỏi sự sụp đổ của ngôi đền. Satoshi, Hikari, Takeshi và Sheena được chuyển đến tương lai, chỉ phát hiện ra rằng Arceus vẫn còn giận dữ và đã đánh bại Dialga, Palkia và Giratina. Arceus phát hiện ra Satoshi và nhận ra cậu do sự thay đổi của lịch sử, đảo ngược sự hủy diệt nó đã gây ra và chữa lành những kẻ thù cũ của nó. Satoshi và những người khác phát hiện ra Damos đã đặt chúng lên một bức tranh tường, cảm ơn họ vì đã giúp đỡ thế giới và thấy rằng ngay cả khi không có Viên ngọc của sự sống, Michina vẫn đẹp do Damos dẫn dắt người dân của mình hỗ trợ vùng đất. Arceus và các Pokémon huyền thoại khác khởi hành đến các nơi tương ứng của họ, với Arceus nhận ra rằng nó thực sự là một phần của thế giới mà nó tạo ra.
Trong cảnh ghi công, người ta thấy Gishin làm việc cho Damos sau sự thất bại của anh ta, Mugen Graceland đến thăm Zero trong tù trong khi Shaymin phát hiện ra một địa điểm mới, và Nam tước Alberto vẫn đang đánh Alice khi Darkrai nhìn vào.

## Nhân vật
| Nhân vật (Anh/Nhật) | Diễn viên lồng tiếng | Diễn viên lồng tiếng | Diễn viên lồng tiếng |
| Nhân vật (Anh/Nhật) | Tiếng Nhật           | Tiếng Anh            | Tiếng Việt           |
| ------------------- | -------------------- | -------------------- | -------------------- |
| Ash/Satoshi         | Rica Matsumoto       | Sarah Natochenny     | Hoàng Khuyết         |
| Dawn/Hikari         | Megumi Toyoguchi     | Emily Bauer          | Kim Ngọc             |
| Pikachu             | Ikue Ōtani           | Ikue Ōtani           | Ikue Ōtani           |
| Brock/Takeshi       | Yūji Ueda            | Bill Rogers          | Tuấn Anh             |
| Jessie/Musashi      | Megumi Hayashibara   | Michele Knotz        | Thùy Tiên            |
| James/Kojirō        | Shin-ichiro Miki     | Carter Cathcart      | Minh Vũ              |
| Meowth/Nyarth       | Inuko Inuyama        | Carter Cathcart      | Kim Anh              |
| Người dẫn chuyện    | Unshö Ishizuka       | Rodger Parsons       | Trí Luân             |
| Sheena              | Kitano Kii           | Carrie Keranen       | Hoài Thương          |
| Kevin               | Kishi Yuji           | Wayne Grayson        | Minh Vũ              |
| Damos               | Takashima Masahiro   | Dan Green            | Tấn Phong            |
| Marcus/Gishin       | Yamadera Kōichi      | Jason Griffith       | Quang Tuyên          |
| Arceus              | Miwa Akihiro         | Tom Wayland          | Thiện Trung          |
| Pichu               | Shōko Nakagawa       | Kayzie Rogers        | Ái Phương            |
| Tapp                | Yuzuru Fujimoto      | Bill Tost            | Chánh Tín            |
| Kato/Kanta          | Motoko Kumai         | Tom Wayland          | Kim Phước            |
| Kiko/Kako           | Kei Shindou          | Bella Hudson         | Trần Vũ              |
| Heatran             | Kenta Miyake         | Tom Wayland          | Kim Ngọc             |

## Phát hành

### Công chiếu
Bộ phim được phát hành tại các rạp chiếu phim Nhật Bản vào ngày 18 tháng 7 năm 2009. Nó trở thành bộ phim hoạt hình có doanh thu cao thứ chín trong năm đó.

### Phát sóng truyền hình
Tại Hoa Kỳ, bản lồng tiếng Anh được phát sóng trên Cartoon Network vào ngày 20 tháng 11 năm 2009. Đánh dấu lần đầu tiên một bộ phim Pokémon ra mắt tại Hoa Kỳ cùng năm với bản phát hành gốc tại Nhật Bản.

### Tại một số quốc gia khác
Ở Ấn Độ, bộ phim này được phát sóng vào ngày 17 tháng 11 năm 2019 Hungama TV trong ba ngôn ngữ: Hindi, Tamil và Telugu.
Ngoài ra Phiên bản lồng tiếng Anh của phim cũng ra mắt vào ngày 6 tháng 11 năm 2009 ở Úc, ngày 28 tháng 5 năm 2010 ở Vương quốc Anh trên Disney XD UK và phiên bản lồng tiếng Tây Ban Nha phát sóng ở Tây Ban Nha vào ngày 4 tháng 4 năm 2010 trên Disney XD và ở Mỹ Latin vào ngày 21 tháng 11 năm 2010 trên Cartoon Network.
Tại Việt Nam phim được Công Ty Cổ Phần Purpose Media mua bản quyền, lồng tiếng và phát sóng trên HTV3 - DreamsTV vào ngày 29 tháng 7 năm 2018.